# Геодезичний хід
Геодезичний хід (рос.геодезический ход, англ. geodesic traverses, нім. geodätischer Gang m) — геодезична побудова у вигляді ламаної лінії.

## Загальний опис
Геодезичні ходи класифікують за видом застосовуваних приладів (наприклад, тахеометричний хід, нівелірний хід, теодолітний хід і ін.); за геометричними особливостями (наприклад, замкнутий хід, розімкнутий хід і ін.).

## Елементи
ПЕРИМЕТР ПОЛІГОНОМЕТРИЧНОГО (ТЕОДОЛІТНОГО) ХОДУ (рос. периметр полигонометрического (теодолитного) хода, англ. perimeter of the (theodolite) traverse, perimeter of the polygonal course, нім. Perimeter n des polygonometrischen Zuges (des Theodolitzuges)) — сумарна довжина сторін полігонометричного (теодолітного) ходу.